# تله‌براس
تله‌براس (انگلیسی: Telebrás) شرکت دولتی مخابرات برزیلی است، که در سال ۱۹۹۸ تأسیس شد.